# Lizette Brenes
Lizette Brenes Bonilla (Costa Rica, 4 de septiembre de 1965) es investigadora, escritora, doctora en ciencias económicas y empresariales y promotora de innovación social. Ha publicado textos universitarios y numerosos artículos en reconocidas revistas indexadas internacionales. Actualmente es quien lidera el OMiPYMES+ de la UNED

## Educación
Programa posgrado Internacional de la gestión de la calidad y el cambio en la educación superior. UNICAMBIO. 2007. Programa conjunto Universidad de Kassel y Universidad de Leipzig.
Doctora en Ciencias Económicas y Empresariales. 2000. PROLACE.
Programa de actualización de las habilidades docentes (PAHD) 2000. Instituto Tecnológico y de Estudios Superiores de Monterrey. (ITESM)
Máster en administración de Negocios con énfasis en Gerencia. 1998. Universidad Interamericana de Costa Rica. Graduada con honores.
Posgrado en Mercadeo. 1997. Instituto Tecnológico y de Estudios Superiores de Monterrey. (ITESM)
Formación de grado en Administración e Ingeniería Industrial.
Más de 20 cursos de capacitación complementaria en investigación, innovación, turismo, gerencia, aplicaciones tecnológicas a los negocios y la educación, e-learning, educación a distancia, liderazgo, calidad, etc. Recibida en la UNED y en universidades como Alicante, Harvard, INCAE, Interamericana, Cornell, ADEN, etc.

## Premios y reconocimientos
La doctora Lizette Brenes ha recibido varios premios y reconocimientos a lo largo de su carrera profesional, entre los que se pueden citar:
- Best Paper Award. The 2010 IABR (Business) & TLC (Teaching) Conferences

- Catedrática de la UNED. Consejo Universitario CU-2007-058 Sesión 1853-2007, art. III inciso 1)

- Premio Arroba de plata (2004). Innovación tecnológica aplicada al aprendizaje. Consejo Nacional de Ciencia y tecnología. Ministerio de Ciencia y Tecnología.

- Best Paper Award. The 2007 IABR (Business) & TLC (Teaching) Conferences

- Reconocimiento: “Suma Cum Laude Probatus” en la disertación doctoral (2000) doctorado en Ciencias económicas.

- Reconocimiento: “Magna Cum Laude” promedio 4.0 (1998) máster en administración de negocios.

- Reconocimiento: “Primer promedio de graduadas” Colegio de Sion (1982)

## Publicaciones

### Libros
- Creative Intelligence: Live your best versions.  E-Book 2021 ISBN 9789930973615

- Inteligencia Creativa: Viva sus mejores versiones. E-Book 2020. ISBN  9789930969885

- Be Exponential: Co-Skills for disruptive times. E-Book 2020. ISBN 9789930969823

- Crea una vida exponencial: Co-destrezas para tiempos disruptivos.E-Book 2019. ISBN 978-9930-9698-0-9

- Mercadeo Digital en la nueva economía. EUNED. 2018. ISBN 978-9968-48-687-3

- Estado Nacional de las Micro, Pequeñas y Medianas empresas formales. EUNED. 2010. ISBN 978-9968-31-742-9

- Gestión estratégica de micro y pequeña empresa turística. EUNED. 2009. ISBN 978-9968-31-763-4

- Dirección Estratégica para Organizaciones Inteligentes. EUNED. 2003 ISBN 9968-31-267-3

- Gestión de Comercialización. EUNED. 2002

- Identificando oportunidades.(2001) Módulo para el programa Creando exportadores. PROCOMER. Costa Rica.

### Artículos
- Brenes, L. Bermúdez, L. Gómez, A. Jiménez, D. (2021) El emprendimiento empresarial cantonal en Costa Rica antes y durante la pandemia COVID-19: Análisis comparativo de las patentes municipales. XXVII Informe Estado de la Nación. ISBN: 978-9930-607-49-7
- Brenes, L. Bermúdez, L. Gómez, A. Jiménez, D. León, G. Cordero, C. Monge, C. (2020). Efectos de la pandemia COVID-19 en las Mipymes de Costa Rica. XXVI Informe Estado de la Nación. ISBN: 978-9930-540-65-7
- Brenes, L. Bermúdez, L. Gómez, A. (2019).  Análisis de la asociación entre    indicadores cantonales relativos al desarrollo social, actividad empresarial y emprendedora, gestión municipal y participación electoral: ante las elecciones cantonales 2020 en Costa Rica. XXIV Informe Estado de la Nación.

- Brenes L. (2020) ¿Cómo aplicar pensamiento de diseño a la nueva normalidad después de COVID-19?

- Brenes L. (2020) ¿Cómo tomar decisiones durante y después del COVID-19?

- Brenes L. (2020) ¿Cómo actuaremos después del COVID-19?
- Brenes, L. Bermúdez, L. Gómez, A. (2019).  Análisis de la asociación entre indicadores cantonales relativos al desarrollo social, actividad empresarial y emprendedora, gestión municipal y participación electoral: ante las elecciones cantonales 2020 en Costa Rica. XXIV Informe Estado de la Nación.

- Brenes, L. Monge, J (2019) How to obtain the maximum benefit from scientific research funds: the example of Costa Rica (achievements and challenges, FEES 2006-2016). UNED Research Journal
- Brenes, L. Bermúdez, L. Gómez, A. (2018) Asociación del emprendimiento empresarial con el desarrollo social en los Cantones de Costa Rica. XXIV Informe Estado de la Nación. ISBN: 978-9930-540-13-8.
- Brenes, L. Bermúdez, L. Gómez, A. (2017) Los retos para la productividad empresarial  en los cantones de Costa Rica: Un análisis de la estructura económica cantonal, acceso a tecnologías, semiformalidad empresarial y participación de la mujer. XXIII Informe Estado de la Nación. ISBN: 978-9930-540-08-4.

- Brenes L. (2017) ¿Puede Costa Rica convertirse en un polo de innovación?. Artículo de opinión,  El Financiero[1]

- Brenes, L. Bermúdez, L. (2016). Análisis de la actividad empresarial cantonal: hacia el crecimiento inclusivo. XXII Informe Estado de la Nación. ISBN 978-9968-806-98-5[2]
- Brenes, L. Campos, C. Bermúdez, L, (2015). Relación de la densidad empresarial con la pobreza, la educación superior y la conectividad tecnológica, en las provincias y cantones de Costa Rica. Cuadernos de Investigación UNED Research Journal. ISSN 1659-4266
- Brenes, L. Bermúdez, L. & Bermúdez, K. (2015). ME´s semi-formality rate in Costa Rica: a clusters approach. FAEDPYME International Review, 4(7): 47-52. e-ISSN: 2255-078X
- Brenes, L. & Bermúdez, L. (2015) Los retos de la democracia económica cantonal en Costa Rica: período 2010-2014. Revista Nacional de Administración, 6(2): 25-37. ISSN: 1659-4908.
- Brenes, L., Baraya, A., Budden, M. & Bermúdez, L. (2015). Revisiting the software insdustry in Costa Rica: Achievements and challenges. Journal of Service Science, 8(1): 29-32. ISSN: 1941-4722[3]
- Brenes, L. Campos, C. Bermúdez, K. Jiménez, D. Bermúdez, L. (2015) La importancia de la gestión municipal en el ecosistema de negocios de la mipyme y su relación con la competitividad y el desarrollo cantonal en Costa Rica XXI Informe Estado de la Nación. ISBN 978-9968-806-87-9
- Brenes, L. Bermúdez, L, (2013). Condiciones actuales del financiamiento de las MIPYMES costarricenses. Revista TEC Empresarial.. ISSN 1659-2395[4]
- Brenes, L. Bermúdez, L, (2013). Diferencias por género en el emprendimiento empresarial costarricense. Revista TEC Empresarial.. ISSN 1659-2395[5]
- Brenes, L., Bermúdez, L. & Zumbado, R. (2012). Semiformalidad de la mediana y pequeña empresa (MIPYME) en Costa Rica y su relación con la competitividad y el desarrollo. Cuadernos de Investigación, 4 (1): 101-116. ISSN: 1659-4266.
- Brenes, L. Bermúdez, L, (2012). Propuesta de un índice para la medición de democracia económica en Costa Rica. Revista TEC Empresarial.. ISSN 1659-3502[6]
- Brenes, L. (2012) Las MIPYME en Costa Rica: hacia un país desarrollado, Libro “Pequeña y mediana empresa en Costa Rica: aportes para su conocimiento”. Editorial Tecnológica. ISBN 978-9977-66-246-6
- Brenes, L. Govaere, V. (2011) Mejores prácticas del sector académico costarricense vinculando entidades gubernamentales, empresariales y sociedad civil, Tendiendo puentes de equidad y desarrollo. Libro: La vinculación de las instituciones de educación superior con su entorno económico en el contexto internacional: Alemania, Centroamérica y México. DAAD.
- Brenes, L. Bermúdez, L, Zumbado, R. (2010) Semiformalidad de la MIPYME en Costa Rica: Su Relación con la Competitividad y el Desarrollo. Decimoséptimo Informe Estado de la Nación. Estado de la Nación. ISBN 978-9968-806-60-2[7]
- Brenes, L. Omodeo, P. (2010). El Sistema de Información y Conocimiento MIPYMES. Observatorio de MIPYMES. EUNED. ISBN 1659-3502
- Brenes, L. Hernández, V. Madrigal, J. (2009). Informe Técnico Primer Diagnóstico Nacional de MIPYMES. Observatorio de MIPYMES. EUNED.
- Baraya, A. R., Budden, M. C. and Brenes, L. (2010). Inclusion Needs Of 3.0 Students In Latin America. Education Research Complete. Vol. 3 Issue 5, p1-8, 8p. ISSN 19405847
- Baraya, A. R., Budden, M.C., Buden, C., and Brenes, L. (2009) Improving marketing Competitiveness and Innovative Strengthening through SMEs. International Business and Economics Research Journal.[8]
- Brenes, L. Govaere, V. (2008). La industria de Software en Costa Rica. Revista Comercio Exterior. México. Vol. 58, n. 5, p. 385-393.[9]
- Brenes, L. Hernández, V. Madrigal, J. (2008). Primer Diagnóstico Nacional de MIPYMES. Observatorio de MIPYMES. EUNED.[10]
- Baraya, A. R., Budden, M. C. and Brenes, L. (2008) Strategically Strengthening the Software Export Sector: A Benchmarking Comparison of National Experience. Proceeding of the International Applied Business Research Conference, Orlando.[11]
- Baraya, A. R., Budden, M. C. and Brenes, L. (2007). Strategic role, challenges and opportunities for small and medium enterprises facing DR-CAFTA: The case of Costa Rica. International Business & Economic Research Journal[12]
- Brenes, L. (2002). Factores claves para el éxito de proyectos corporativos de e-learning corporate projects. Actualidad Económica N.º 267-268 Vol XVI.
- Brenes, L. (2001) Visión europea sobre el Category management. Actualidad Económica. N.º 252 Vol. XVI.
- Brenes, L. (2001) Administración de categorías. Actualidad Económica N.º 243 Vol XV.
- Brenes, L. (2001). Escenarios comerciales internacionales: Ferias. Actualidad Económica. Nº236 Vol XV.
- Brenes, L. (2000). Megatendencias del Consumidor. Actualidad Económica N.º 230-231 Vol XV
- Brenes, L. (2000) Tendencias organizativas. Actualidad Económica. N.º 227 Vol XV
- Brenes, L. (2000) Neopolios: la nueva figura global. Actualidad Económica. N.º 223 Vol XIV
- Brenes, L. (1998) Estrategias de mercadeo: la 5ta P. Actualidad Económica. N.º 186-187 Vol. 13.
- Brenes, L. (1998) Empowerment aplicado. Transferencia tecnológica. N.º 31 Vol. 6.